# Sacu (gmina)
Sacu − gmina w Rumunii, w okręgu Caraș-Severin. Obejmuje miejscowości Sacu, Sălbăgelu No i Tincova. W 2011 roku liczyła 1485 mieszkańców.